# زاواده (گمینا پژسمکی)
زاواده (به لهستانی:  Zawady) یک روستا در لهستان است که در گمینا پژسمکی واقع شده‌است.